# Khata

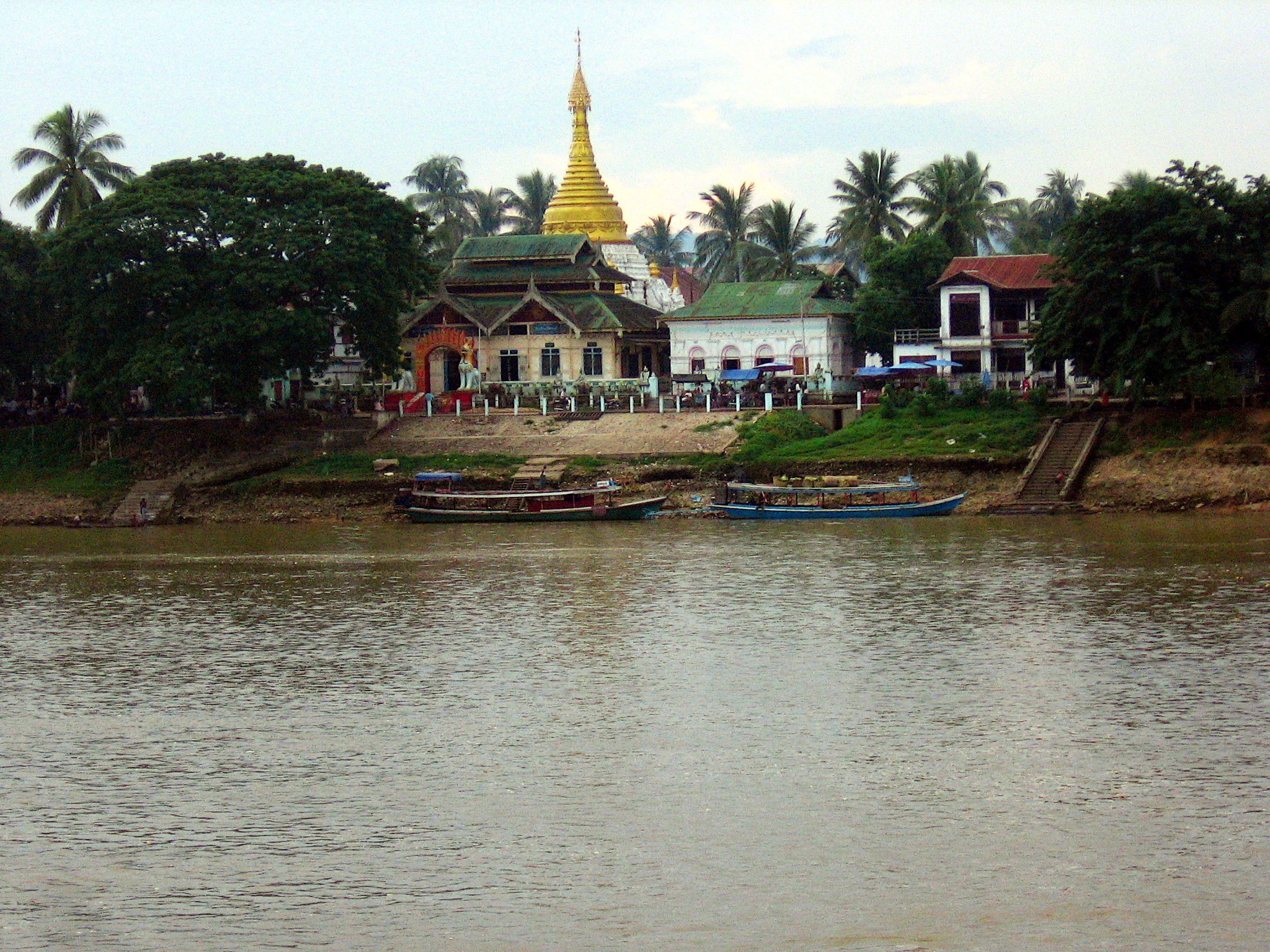
Vista de la ciudad desde el río Ayeyarwady.

Khata es una localidad en el estado Kachin de Birmania. Está situada al sur de Bhamo, también a orillas del río Ayeyarwady. En su muelle paran los barcos que hacen la ruta entre Bhamo y Mandalay.
La población la componen miembros de las etnias bamar, kachin y chin, así como algunos nepalíes.
En esta localidad, Eric Blair, más tarde conocido como George Orwell, escribió su primera novela Los días de Birmania.
Otro significado para la palabra "khata" es: En Arameo la palabra para "pecado" es khata.